# Sertanópolis (kommun)
Sertanópolis är en kommun i Brasilien.   Den ligger i delstaten Paraná, i den södra delen av landet, 900 km söder om huvudstaden Brasília. Antalet invånare är 15 637.
Följande samhällen finns i Sertanópolis:
- Sertanópolis

Trakten runt Sertanópolis består till största delen av jordbruksmark. Runt Sertanópolis är det ganska glesbefolkat, med 27 invånare per kvadratkilometer.